# نهائي كأس ملك إسبانيا 1998
نهائي كأس ملك إسبانيا 1998 هو النهائي رقم 96 في إطار بطولة كأس إسبانيا ، جمعت المباراة النهائية ناديّ برشلونة وريال مايوركا بتاريخ 29 أبريل على استاد ميستايا بمدينة فالنسيا وتمكن نادي برشلونة من تحقيق البطولة بركلات الترجيح بنتيجة 5-4 ، بعد التعادل في الوقتين الأصلي والإضافي1-1 .

## التفاصيل
| برشلونة     | 1–1 (ب.و.إ.) | ريال مايوركا  |
| ----------- | ------------ | ------------- |
| ريفالدو 66' |              | ستانكوفيتش 6' |

| برشلونة | ريال مايوركا |